# Alectroenas
Alectroenas is een geslacht van vogels uit de familie duiven (Columbidae). De soorten in dit geslacht staan in het Nederlands bekend als blauwe duiven.

## Soorten
Het geslacht kent de volgende soorten:
- Alectroenas madagascariensis – Malagassische blauwe duif
- Alectroenas pulcherrimus – Seychelse blauwe duif
- Alectroenas sganzini – Comorese blauwe duif

### Uitgestorven
- Alectroenas nitidissimus – Mauritiaanse blauwe duif